# Günther Tietjen
Günther Tietjen (* 9. November 1943 in Heisfelde, Landkreis Leer; † 7. Juli 1993 in Leer) war ein deutscher Kriminalpolizeibeamter und Politiker (SPD). Er war von 1974 bis 1976 und erneut von 1980 bis zu seinem Tod Mitglied des Deutschen Bundestages.

## Leben
Nach dem Besuch der Volksschule absolvierte Tietjen zunächst eine Lehre als Einzelhandelskaufmann. 1961 trat er in den Polizeidienst des Landes Niedersachsen ein und ab 1966 war er als Kriminalbeamter tätig. Er engagierte sich ehrenamtlich in der Gewerkschaft der Polizei und der Arbeiterwohlfahrt. Zeitweise führte er die Schirmherrschaft über die Gruppe Landkreis Leer der Deutschen Multiple Sklerose Gesellschaft.
Tietjen trat 1967 in die SPD ein. Er war ab 1972 Vorsitzender des SPD-Ortsvereins Heisfelde-Nüttermoor, ab 1974 Vorsitzender des SPD-Unterbezirks Leer und daneben Mitglied des Bezirksvorstandes und des Bezirksausschusses Weser-Ems sowie stellvertretender Vorsitzender des SPD-Bezirks Weser-Ems. Von 1974 bis 1976 war er Kreistagsabgeordneter im Landkreis Leer, von 1980 bis 1993 Ratsherr der Stadt Leer und dort Vorsitzender der SPD-Fraktion.
Vom 12. September 1974, als er für den ausgeschiedenen Abgeordneten Günter Wichert nachrückte, bis 1976 sowie von 1980 bis zu seinem Tod 1993 war Tietjen Mitglied des Deutschen Bundestages. Bei den Bundestagswahlen 1980, 1983, 1987 und 1990 wurde er jeweils über die Landesliste der SPD Niedersachsen ins Parlament gewählt. Im Bundestag gehörte er von September bis Dezember 1974 dem Ausschuss für Jugend, Familie und Gesundheit, danach bis zum Ende der Legislaturperiode dem Rechtsausschuss an. Von 1980 bis 1990 war er Mitglied des Innenausschusses und von 1990 bis 1993 Mitglied des Ausschusses für Fremdenverkehr.
Anfang der 1990er Jahre geriet Tietjen ohne eigene Schuld ins Visier des Verfassungsschutzes. Der Bundestag hatte sich seinerzeit mit dem Fall auseinanderzusetzen, da wesentliche Rechte des Abgeordneten ohne gesetzliche Grundlage verletzt wurden. Im Zuge der Ermittlungen gegen einen mutmaßlichen ehemaligen Stasi-Mitarbeiter wurden Briefe, die von Tietjen an den Verdächtigten geschickt wurden, geöffnet. Die Briefe kamen aus Tietjens Abgeordnetenbüro, sie hatten nichts mit den Vorwürfen zu tun und beruhten auf einem rein zufälligen Kontakt zu der überwachten Person. Trotzdem wurde beim Verfassungsschutz eine Akte über den Abgeordneten angelegt.
Günther Tietjen starb nach einer schweren Krankheit am 7. Juli 1993 in Leer, wo er in der Ringstraße wohnte. Dort wurde mit dem „Günther-Tietjen-Ring“ eine Straße nach ihm benannt.